# Acrossus atratus
Acrossus atratus är en skalbaggsart som beskrevs av Waterhouse 1875. Acrossus atratus ingår i släktet Acrossus och familjen Aphodiidae. Inga underarter finns listade i Catalogue of Life.